# Stictoptera subbasilutea
Stictoptera subbasilutea là một loài bướm đêm trong họ Noctuidae.